# Cinclodes atacamensis
Cinclodes-d'asa-branca ou pedreiro-castanho (Cinclodes atacamensis) é uma espécie de ave da família Furnariidae.
Pode ser encontrada nos seguintes países: Argentina, Bolívia, Chile e Peru.
Os seus habitats naturais são: campos rupestres subtropicais ou tropicais e rios.